# Dasineura airae
Dasineura airae är en tvåvingeart som först beskrevs av Jean-Jacques Kieffer 1897.  Dasineura airae ingår i släktet Dasineura och familjen gallmyggor.
Artens utbredningsområde är Frankrike. Inga underarter finns listade i Catalogue of Life.